# Merosargus subinterruptus
Merosargus subinterruptus är en tvåvingeart som först beskrevs av Luigi Bellardi 1859.  Merosargus subinterruptus ingår i släktet Merosargus och familjen vapenflugor. Inga underarter finns listade i Catalogue of Life.